# آزیمندیس (کمیک)
آزیمَندیئِس (به انگلیسی: Ozymandias) با نام اصلی ادرین الکساندر وایت، یک شخصیت خیالی در کتاب‌های کامیک آمریکایی منتشر شده توسط دی‌سی کامیکس است. شخصیت آزیمندیس توسط نویسنده آلن مور و طراح دِیو گیبنز خلق شده است که برای اولین بار در شمارهٔ ۱ مینی‌سریال واچ‌مِن (سپتامبر ۱۹۸۶) حضور پیدا کرد. نام اوزیماندیاس، به نحوی مرتبط با رامسس دوم است، و او نسخه‌ای اصلاح شده از شخصیت کمیکی با نام پیتر کنن (آذرخش) از انتشارات چارلتون کامیکس است. وایت دارای هیچ توانایی ابرانسانی نمی‌باشد، اما او فوق‌العاده باهوش است، بطوری که به او لقب «باهوش‌ترین مرد جهان» را داده‌اند.
متیو گود نقش شخصیت آزیمندیس را در فیلم نگهبانان (۲۰۰۹) ایفا کرده است.